# 東江 (中国)
東江（とうこう、拼音: dōng jiāng）は、中国南部（華南地区）を流れる川。珠江水系の主要な支流であり、広東省東部の主要な河川でもある。長さは約523キロメートルであり、流域面積は珠江の流域総面積の6.3%を占める。流域は客家が多く住む地域である。

## 東江の流路

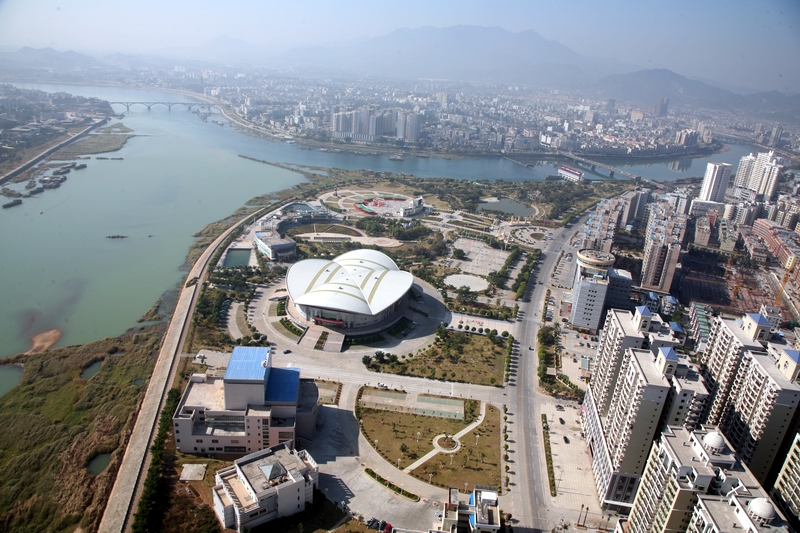
河源市で合流する新豊江と東江

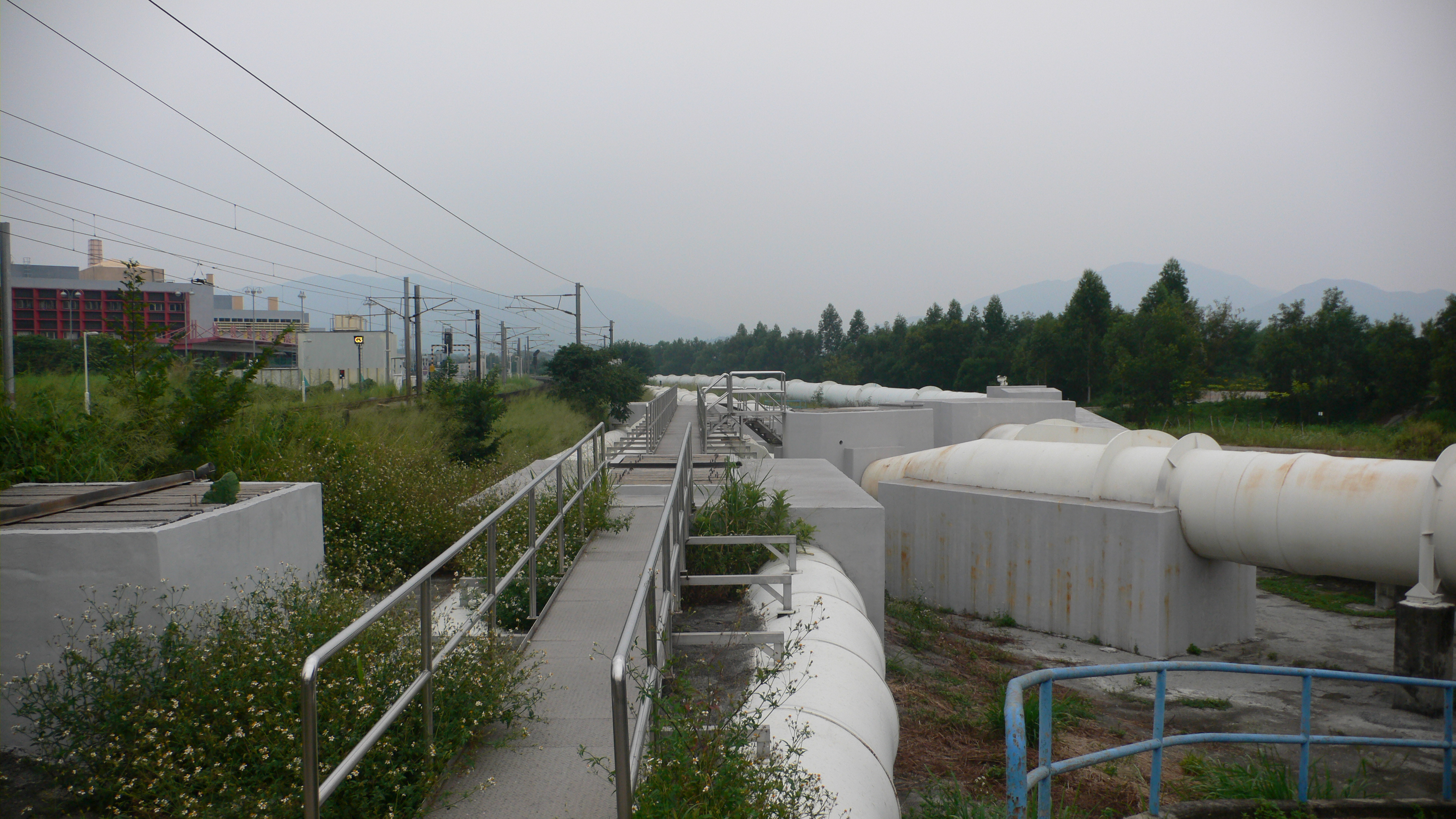
東江からの水を香港へ導水するパイプライン。香港にて撮影

江西省南部と広東省北部に源を発する川が集まり東江になる。主流である尋烏水は江西省贛州市尋烏県の椏髻鉢山に発し、広東省に入って河源市竜川県楓樹壩で定南水と合流して東江という名に変わる。広東省の梅州市、河源市、恵州市、東莞市を経て、珠江に合流する。
下流の東莞市石龍鎮で東江は北分流と南分流の二つに分流する。北分流は増水と綏福水と合流したのち、西に流れて増城区に至り、珠江分流の虎門に合流している。東江の南分流は、寒渓水と合流した後に多くの分流に分かれて三角州を成し、珠江河口へ合流する。
主な支流は、韶関市新豊県に発して河源市で合流する新豊江、河源市紫金県古竹鎮で合流する秋香江、増城区付近で合流する増江がある。

## 東江の利用
東江は河源市以南で通航可能であり、内陸水路として物流を担っている。また、東江は香港の主要な水源となっている。広東省は1959年から1960年にかけて東深供水工程（東江─深圳供水工程）と呼ばれる工事を行い、東莞市橋頭鎮から南へ向かう用水路を人海戦術で建設して深圳ダムに導水し深圳周囲の水問題を解決した。水不足に悩む香港政庁はこのダムの水を分けてもらうよう広東省と交渉し、1965年に香港への導水路が完成し、以後多額の料金を支払って東江の水を買い続けている。香港の水道水の70%以上が東江からの水となっている。一方で東江は生活排水や工場排水で汚れており、その水が香港の水道に入る恐れや、東江源流の開発や森林伐採による水量不足も懸念されている。

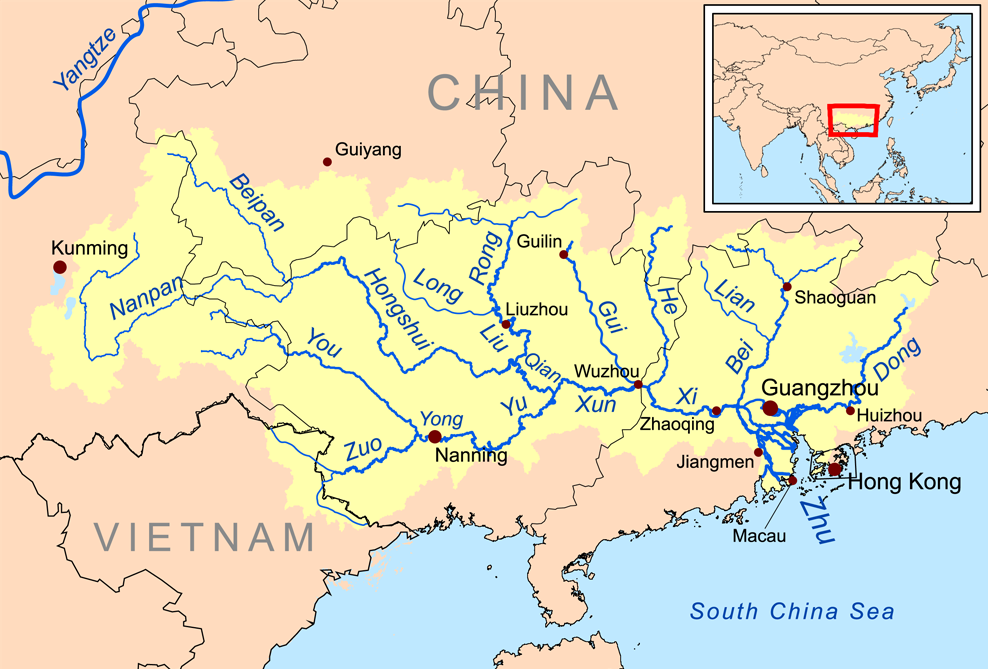
珠江流域図